# Wieści Krapkowickie
Wieści Krapkowickie – tygodnik powiatowy. Jedna z pierwszych gazet lokalnych, wydawanych w Polsce po 1989 roku.
Tygodnik publikowany był w nakładzie 5000 egzemplarzy. Działalność tygodnika została zakończona w 2005 roku. Wydawcą była opolska Drukarnia SADY.